# Truly Madly Deeply
«Truly Madly Deeply» (с англ. — «Правдиво, безумно, глубоко») ― сингл австралийского поп-дуэта Savage Garden, выпущенный в марте 1997 года в качестве третьего сингла с их одноименного дебютного альбома лейблами Columbia Records, Roadshow Music и Sony Records. В 1997 году сингл получил музыкальную премию ARIA Music Awards в номинациях сингл года и самый продаваемый сингл, а также был номинирован на премию Песня года. Песня заняла 1-е место в чартах Австралии, Канады и США.

## Создание
После успеха сингла «I Want You», Даррен Хейз и Дэниел Джонс были отправлены в Сидней на 8 месяцев, чтобы записать материал для дебютного альбома. Для Хейза это был первый раз когда он оказался вдали от семьи и родного Брисбена. Тоска по семье и тогдашней жене подтолкнула его к написанию песни, которая выразила эти чувства.
Припев к песне обсуждался до последнего момента. Джонс сомневался в том припеве, который они придумали. По его мнению, он не вписывался ни в остальную часть песни, ни в материал альбома. Во время вечерней трапезы он придумал новый припев.
На следующий день дуэт показал новый припев продюсеру Чарльзу Фишеру в студии, записав его в качестве пробного. Фишер был в восторге от результата, выразив свое убеждение, что у Savage Garden теперь есть сингл номер 1.

## Критика
Ларри Флик из журнала Billboard написал, что сингл должен доказать, что Savage Garden ― это больше, чем группа одного хита. Он описал песню как ударную балладу и похвалил ее за то, что она раскрыла вокал и харизму, которые ранее не проявлялись. Он также отметил ее романтическую лирику.
Insider описал ее как любовную балладу, написанную из тоски по дому, которая будет актуальна и через 20 лет. В 2018 году Stacker поместил песню на 21-е место в своем списке «Лучшие поп-песни последних 25 лет». В 2019 году она заняла 9-е место в списке «Лучшие поп-песни 90-х».

## Музыкальный клип
На песню было снято два музыкальных клипа. Оригинальный австралийский, в котором Хейс изображен с длинными волосами, показывает группу в белой комнате с несколькими другими людьми. Хейз сидит на красном диване и поет песню, а Дэниел играет на пианино. Режиссером выступил Тони Макграт. В европейской версии Хейз с короткими волосами, она была снята в Париже. Режиссер ― Адольфо Доринг. В нем показана история двух влюбленных, молодого человека и девушки, которые были разлучены обстоятельствами.

## Трек-лист

### Australia
Standard
1. "Truly Madly Deeply" – 4:38
2. "Promises" – 4:11
3. "Truly Madly Deeply" (Night Radio Mix) – 4:35

Limited edition
1. "Truly Madly Deeply" – 4:38
2. "Promises" – 4:11
3. "Truly Madly Deeply" (Night Radio Mix) – 4:35
4. "I Want You" (Bastone Club Mix)
5. "I Want You" (I Need I Want Mix)

### UK
CD1 (665602 2)
1. "Truly Madly Deeply" – 4:38
2. "Truly Madly Deeply" (Australian version) – 4:38
3. "This Side of Me" – 4:09
4. "Love Can Move You" – 4:47

CD2 (665602 5)
1. "Truly Madly Deeply" – 4:38
2. "Truly Madly Deeply" (Night Radio Mix) – 4:35
3. "I Want You" – 3:52
4. "I'll Bet He Was Cool" – 3:57

Cassette
1. "Truly Madly Deeply" – 4:38
2. "I Want You" – 3:52

### North America
1. "Truly Madly Deeply" – 4:37
2. "I'll Bet He Was Cool" – 4:58

### Europe
CD1
1. "Truly Madly Deeply" – 4:37
2. "I'll Bet He Was Cool" – 4:58

CD2
1. "Truly Madly Deeply" – 4:38
2. "Truly Madly Deeply" (Australian version) – 4:38
3. "Truly Madly Deeply" (Night Radio Mix) – 4:35
4. "This Side of Me" – 4:09
5. "Love Can Move You" – 4:47

## Чарты
| Чарт(1997–1998)                     | Высшая позиция |
| ----------------------------------- | -------------- |
| Австралия (ARIA)                    | 1              |
| Австрия (Ö3 Austria Top 40)         | 2              |
| Бельгия/Фландрия (Ultratop 50)      | 4              |
| Бельгия/Валлония (Ultratop 50)      | 5              |
| Канада (RPM Top Singles)            | 1              |
| Канада (RPM Adult Contemporary)     | 1              |
| Europe (Eurochart Hot 100)          | 3              |
| Финляндия (Suomen virallinen lista) | 13             |
| Франция (SNEP)                      | 9              |
| Германия (GfK)                      | 11             |
| Greece (IFPI)                       | 9              |
| Iceland (Íslenski Listinn Topp 40)  | 8              |
| Ирландия (IRMA)                     | 2              |
| Italy (Musica e dischi)             | 4              |
| Нидерланды (Dutch Top 40)           | 6              |
| Нидерланды (Single Top 100)         | 8              |
| Новая Зеландия (Recorded Music NZ)  | 12             |
| Норвегия (VG-lista)                 | 2              |
| Шотландия (OCC Scotland)            | 5              |
| Швеция (Sverigetopplistan)          | 2              |
| Швейцария (Schweizer Hitparade)     | 7              |
| Великобритания (OCC UK Singles)     | 4              |
| США (Billboard Hot 100)             | 1              |
| США (Billboard Adult Contemporary)  | 1              |
| США (Billboard Adult Pop Airplay)   | 2              |
| США (Billboard Pop Airplay)         | 1              |
| США (Billboard Rhythmic)            | 10             |

| Чарт(2011)                           | Высшая позиция |
| ------------------------------------ | -------------- |
| UK Singles (Official Charts Company) | 73             |

| Чарт(2013)                           | Высшая позиция |
| ------------------------------------ | -------------- |
| UK Singles (Official Charts Company) | 72             |

| Чарт (1997)      | Позиция |
| ---------------- | ------- |
| Australia (ARIA) | 7       |

| Чарт (1998)                          | Позиция |
| ------------------------------------ | ------- |
| Austria (Ö3 Austria Top 40)          | 13      |
| Belgium (Ultratop 50 Flanders)       | 21      |
| Belgium (Ultratop 50 Wallonia)       | 40      |
| Canada Top Singles (RPM)             | 6       |
| Canada Adult Contemporary (RPM)      | 40      |
| Europe (Eurochart Hot 100)           | 12      |
| France (SNEP)                        | 21      |
| Germany (Official German Charts)     | 37      |
| Netherlands (Dutch Top 40)           | 41      |
| Netherlands (Single Top 100)         | 56      |
| Sweden (Sverigetopplistan)           | 9       |
| Switzerland (Schweizer Hitparade)    | 33      |
| UK Singles (Official Charts Company) | 10      |
| US Billboard Hot 100                 | 4       |

| Чарт (1990–1999)            | Позиция |
| --------------------------- | ------- |
| Austria (Ö3 Austria Top 40) | 50      |
| US Billboard Hot 100        | 63      |

| Чарт (1958–2018)     | Позиция |
| -------------------- | ------- |
| US Billboard Hot 100 | 39      |

## Сертификации
| Регион | Сертификация  | Продажи   |
| --- | ------------- | --------- |
| Австралия (ARIA) | 2× Платиновый | 140 000^  |
| Австрия (IFPI Austria) | Золотой       | 25 000*   |
| Бельгия (BEA) | Золотой       | 25 000*   |
| Франция (SNEP) | Золотой       | 250 000*  |
| Новая Зеландия (RMNZ) | Золотой       | 5000*     |
| Норвегия (IFPI Norway) | Золотой       |           |
| Швеция (GLF) | Платиновый    | 30 000^   |
| Великобритания (BPI) | 2× Платиновый | 1 200 000 |
| США (RIAA) | Золотой       | 500 000^  |
| * Данные о продажах приведены только на основе сертификации. · ^ Данные о тиражах приведены только на основе сертификации. · Данные о продажах + прослушиваниях приведены только на основе сертификации. |               |           |